# Gazosa (Band)
Gazosa ist eine italienische Pop-Rock-Band aus Rom.

## Bandgeschichte
Die Gruppe formierte sich Ende der 1990er-Jahre als Eta Beta, bestehend aus den Jugendlichen Jessica Morlacchi, Valentina Paciotti, Federico Paciotti und Vincenzo Siani. Nach einem Namenswechsel zu Zeta Beta landete man schließlich beim definitiven Namen Gazosa. Sie wurde von Caterina Caselli entdeckt und bei deren Label Sugar unter Vertrag genommen. 2000 erschien das Debütalbum der Band, mit Coverversionen und neuen Liedern komplett in englischer Sprache. Mit dem Lied Stai con me (Forever) konnte Gazosa beim Sanremo-Festival 2001 in der Newcomer-Kategorie ins Rennen gehen und den Sieg davontragen, womit die Bandmitglieder auch den Rekord für die bis dahin jüngsten Sieger aufstellten.
Nach dem Sanremo-Erfolg konnte die Band ihre Popularität mit dem Sommerhit www.mipiacitu, der auch Verwendung in einer Werbekampagne fand, noch steigern. Gleichzeitig erschien das gleichnamige Album. Gazosa nahm am Festivalbar-Wettbewerb teil und konnte die italienische Version des Titelsongs zum Soundtrack des Disney-Films Atlantis – Das Geheimnis der verlorenen Stadt beisteuern. 2002 kehrte die Band mit Ogni giorno di più zum Sanremo-Festival zurück, wo sie – nun in der Hauptkategorie – den zehnten Platz erreichte. Im Anschluss erschien das dritte Album Inseparabili. Nachdem die Band 2003 noch ein Cover des Caterina-Caselli-Hits Nessuno mi può giudicare vorlegte, löste sie sich im selben Jahr auf.
Jessica Morlacchi versuchte sich später an einer Solokarriere, ebenso Federico Paciotti. Vincenzo Siani hingegen belebte Gazosa in wechselnden Zusammensetzungen ab 2009 erneut.

## Diskografie
Alben
- Gazosa (2000, Sugar)

| Jahr | Titel         | Höchstplatzierung, Gesamtwochen, AuszeichnungChartsChartplatzierungen (Jahr, Titel, Platzierungen, Wochen, Auszeichnungen, Anmerkungen) | Anmerkungen |
| Jahr | Titel         | IT | Anmerkungen |
| ---- | ------------- | --- | ----------- |
| 2001 | www.mipiacitu | IT21 (10 Wo.)IT | Sugar       |
| 2002 | Inseparabili  | IT45 (6 Wo.)IT | Sugar       |

Singles (Auswahl)

| Jahr | Titel Album                         | Höchstplatzierung, Gesamtwochen, AuszeichnungChartsChartplatzierungen (Jahr, Titel, Album, Platzierungen, Wochen, Auszeichnungen, Anmerkungen) | Anmerkungen                                 |
| Jahr | Titel Album                         | IT | Anmerkungen                                 |
| ---- | ----------------------------------- | --- | ------------------------------------------- |
| 2001 | Stai con me (Forever) www.mipiacitu | IT23 (9 Wo.)IT |                                             |
| 2001 | www.mipiacitu                       | IT4 (13 Wo.)IT |                                             |
| 2002 | Ogni giorno di più Inseparabili     | IT13 (11 Wo.)IT |                                             |
| 2003 | Nessuno mi può giudicare            | IT30 (4 Wo.)IT | mit Tormento; Original von Caterina Caselli |

## Belege
1. 1 2 3  A 15 anni dall’esordio dei Gazosa, che fine hanno fatto i componenti? In: Fanpage.it. 3. November 2015, abgerufen am 20. Juli 2019 (italienisch).
2. ↑  Guido Racca & Chartitalia: Top 100 FIMI Album. Lulu, 2013, S. 112.
3. ↑  Guido Racca & Chartitalia: Top 100 FIMI Singoli. Lulu, 2013, S. 96.